# Bernard Pacaud
Pour les articles homonymes, voir Pacaud.
Bernard Pacaud, né le 29 septembre 1947 à Rennes, est un chef cuisinier, trois étoiles au Guide Michelin depuis 1986.

## Biographie
Bernard Pacaud naît le 29 septembre 1947. Issu d'une filiation naturelle simple, ses grands-parents expulsent sa mère. Il passe son enfance en Bretagne, chez ses grands-parents à Plaine-Haute (Goëlo). À six ans sa mère le récupère, il part vivre à Lyon avec elle, son beau-père et ses deux demi-frères. À la suite de violences entre sa mère et son beau-père, à cause de l'alcoolisme de ce dernier, l'Assistance publique le prend en charge à ses huit ans. Il est abandonné à ses douze ans. Dès ses quatorze ans il se reconstruit grâce à la cuisine à Lyon, où il est formé en cuisine par Eugénie Brazier,. Sa mère meurt quand il a dix-sept ans.
Il poursuit sa formation au restaurant parisien La Méditerranée, puis rejoint La Coquille en qualité de second en 1973 et enfin le Vivarois du chef Claude Peyrot. 
En 1981 il ouvre sa première L’Ambroisie, rue de Bièvre dans le 5e arrondissement de Paris. Le Guide Michelin lui décerne une première étoile l'année suivante, une deuxième un an plus tard et une troisième en 1986. 
Bernard Pacaud ouvre sa seconde L’Ambroisie dans le somptueux ancien « Hôtel des Luynes » 9 place des Vosges dans le 4e arrondissement de Paris.
Il est le père du chef Mathieu Pacaud.